# 小叶球穗胡椒
小叶球穗胡椒（学名：Piper thomsonii var. microphyllum）为胡椒科胡椒属下的一个变种。

## 扩展阅读
- 維基物種上的相關：小叶球穗胡椒